# Nya Varvets socken
Nya Varvets socken ingick i Askims härad, upplöstes 1930 och området är sedan 1971 en del av Göteborgs kommun.
Socknens areal var 0,78 kvadratkilometer varav 0,49 land.  År 1930 fanns här 373 invånare. Nya Varvet och Nya Varvets kyrkogård ligger i socknen.   

## Administrativ historik
Nya Varvets församling bildades 1827 ur Förenade kustförsamlingen (Carl Johans församling) och fördes samtidigt över från Sävedals härad till Göteborgs stad i folkbokföringshänseende. Församlingsmedlemmarna bestod till 1876 av personal vid Flottans garnison samt Nya Varvets straff- och arbetsfängelse och deras familjer.1868 fördes församlingarna i folkbokföringshänseende över till Askims härad och 5 maj 1876 blev socknen territoriell. Den omfattades då förutom av Nya Varvet även av Påvelund som hört till Västra Frölunda socken. Samtidigt blev Nya Varvets socken egen jordebokssocken. Sockenstämmoprotokoll finns för åren 1828-1869. Nya Varvets landskommun bildades 1868 från den då upplösta Karl Johans landskommun. 1931 upplöstes socknen och landskommunen uppgick i Göteborgs stad och församlingen i Karl Johans församling.
Socknen har tillhört län, fögderier, tingslag och domsagor enligt vad som beskrivs i artikeln Askims härad.

## Geografi
Nya Varvet ligger vid södra stranden av yttre Göta älv i Göteborg.